# Knapersta

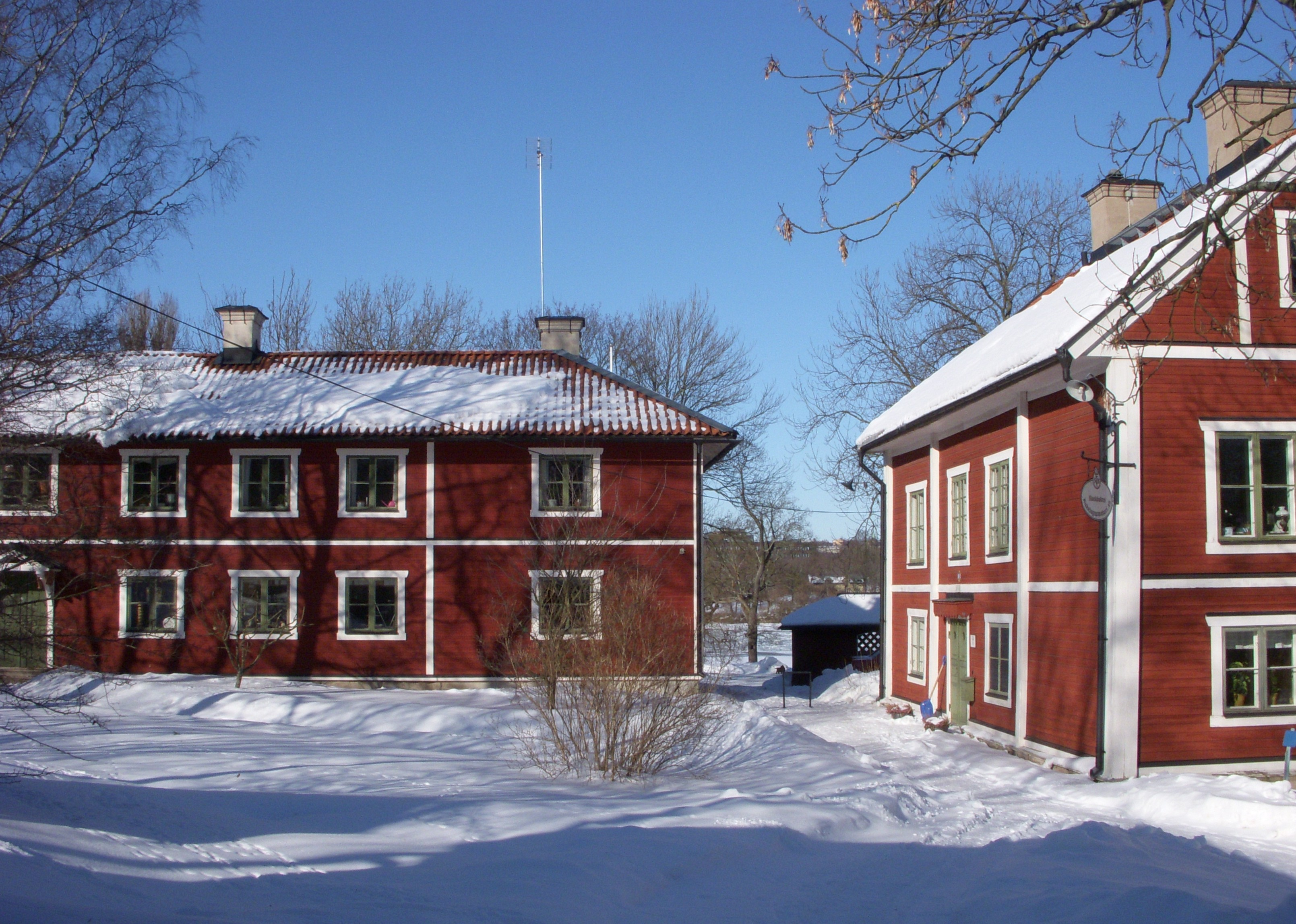
Stora (höger) och Lilla Knapersta, 2010

Knapersta består av två byggnader på ön Långholmen i Stockholm.  Lilla Knapersta uppfördes på 1700-talet och Stora Knapersta på 1830-talet av Immanuel Nobel d y, Alfred Nobels far. Båda byggnader nyttjades bland annat som personalbostäder för Långholmens centralfängelsets personal. I vissa källor stavas ordet även Knaperstad. Sedan 1989 finns privatbostäder och hantverkslokaler i husen.

## Lilla Knapersta

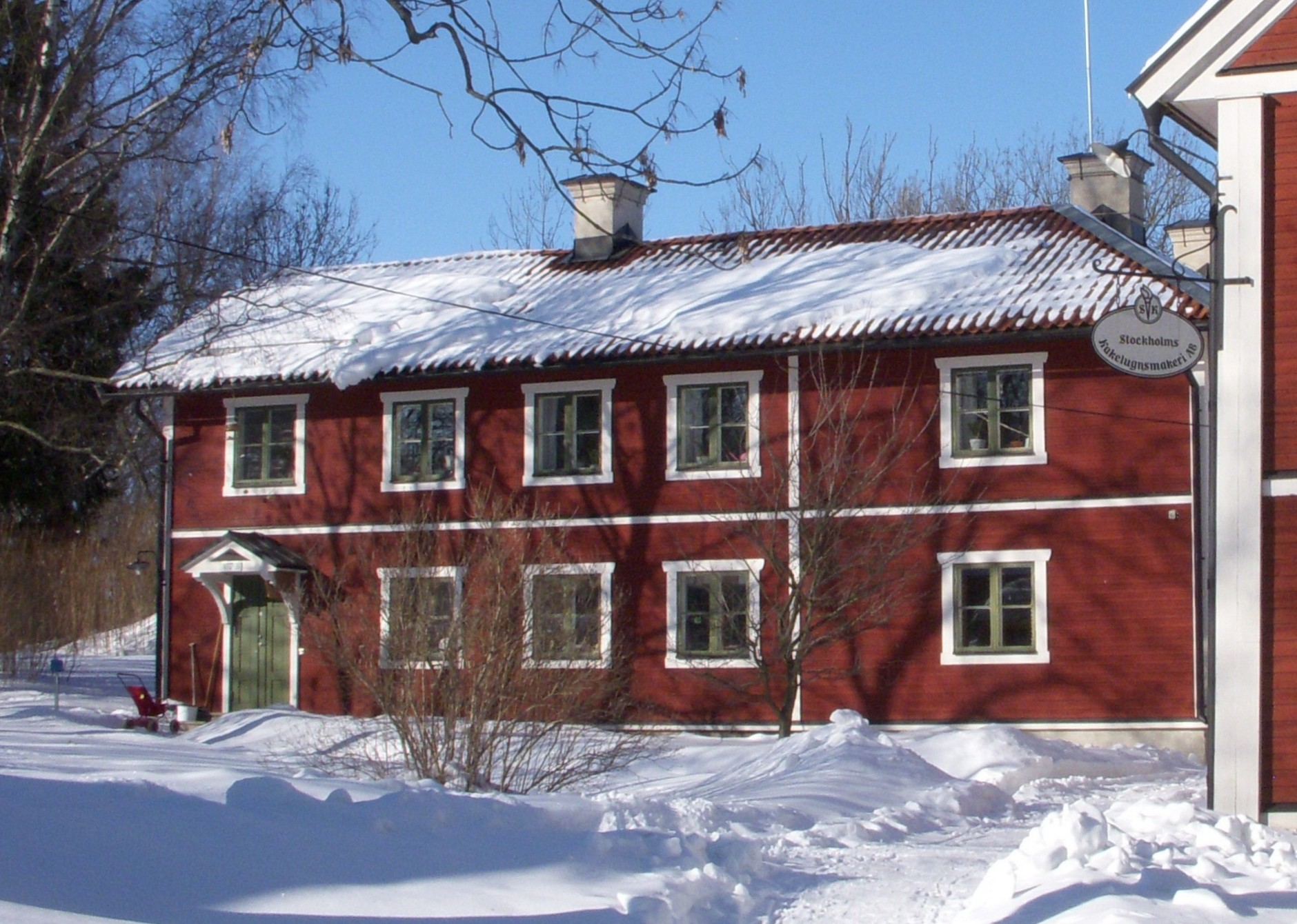
Lilla Knapersta

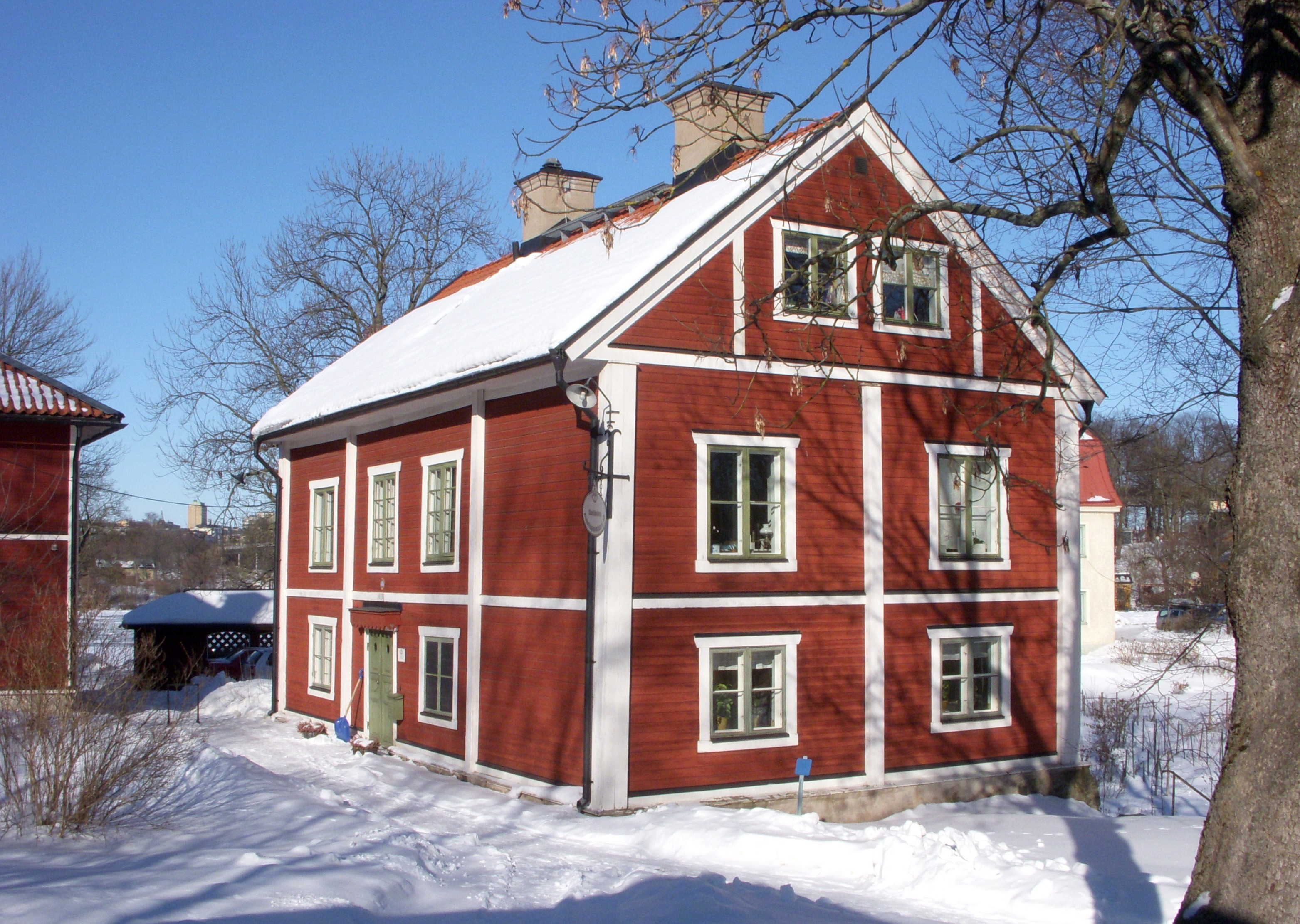
Stora Knapersta

Lilla Knapersta var från början ett klockarboställe uppfört på 1780-talet på Långholmen. Huset låg på en annan plats och flyttades 1876 till sitt nuvarande läge intill Stora Knapersta när centralfängelset byggdes ut. Det blev bostäder för fängelsets vakter. 
Den faluröda längan innehöll i början 4 smålägenheter om 1 rum och kök. Det var trånga lägenheter för 4 familjer och en utbyggnad föreslogs av fängelseläkaren, som ansåg att så trånga bostäder var en sanitär olägenhet för fängelsets personal. En första tillbyggnad utfördes 1908 och följdes av ytterligare en 1928. Genom den tillbyggda vinkellängan blev Lilla Knapersta till ytan större än Stora Knapersta men fick ändå behålla sitt namn.
När fängelseverksamheten lades ner i mitten på 1970-talet fanns planer att riva alltsammans och huset förföll men 1988-89 rustades byggnaden upp och innehåller nu två bostäder och lokaler för småhantverk.

## Stora Knapersta
Stora Knapersta är liksom Lilla Knapersta en tvåvåningslänga av trä. Byggnaden uppfördes år 1830 genom Immanuel Nobel d y (Alfred Nobels far). Huset uppsattes strax väster om tullinspektörsboställets östra tomtgräns. Några ritningar finns inte och stockarna bär markeringar som tyder på att byggnaden flyttades minst en gång. Hur namnet "Knaperstad" (senare förkortat "Knapersta") uppkom är inte heller känd, möjligtvis var det den torftiga marken som gav upphov till namnvalet.
Immanuel Nobel drev en omfattande entreprenadrörelse med bland annat snickeriverksamhet till Långholmens spinnhus. Affärerna gick dock inte så lysande och 1832 tvingades han överlåta Knapersta-egendomen till J.C. Möllersten. Alfred Nobel, som föddes ett år senare, bodde således aldrig på Knapersta, däremot hans två äldre bröder. 1833 erbjöd Möllersten fängelsestyrelsen att förvärva Knapersta. Hur huset nyttjades under 1830- talet är inte klarlagt men på 1850- och 1860-talen var det bostad för underofficerare med familjer. Genom att fängelset övergick till civil bevakningspersonal blev även Stora Knapersta bostad för centralfängelsets vaktpersonal. 1987 rustades huset upp och innehåller numera privatbostäder och lokaler för småhantverk.